# EMD SD38
EMD SD38은 6축 디젤 전기 기관차이며 미국 일렉트로 모티브 디젤에서 1967년 6월부터 1971년 10월까지 제작했다. 3000마력을 내는 터보차저 EMD 645E3 V-16 엔진과 달리 EMD 645E 16기통 엔진은 2,000 마력 (1.5 MW)을 낸다. 3000마력을 내는 V-16 엔진. 3축 대차와 이를 운용하기 위한 더 긴 프레임을 제외하고 SD38은 GP38과 동일했다. SD38은 SD39, SD40 및 SD45와 같은 차체를 가지고 있다. 52대는 미국 철도용으로 제작되었으며  1대는 캐나다 철도용으로 제작되었다. 그중 4대는 자메이카의 광산 회사로 수출되었고 7대는 베네수엘라의 광산 회사에 수출되었다. SD38은 EMD SD38-2라는 대시 2 버전으로 이어졌다.

## 오리지널 소유자
| 철도 회사                           | 대수 | 번호      | 참고 |
| ----------------------------------- | ---- | --------- | --- |
| 베세머 및 레이크 이리 철도          | 3    | 861-863   | 862는 DMIR에 매각되었다. 나중에 BLE에서 다시 구입했다. 여전히 SD38이며 CN 명단의 유일한 종류이다.                         |
| 디트로이트, 돌레도 및 아이언턴 철도 | 5    | 250-254   | 그랜드 트렁크 워스턴 6250-6254으로; 253 및 254는 여전히 서비스 운행 중, 리딩 및 노던 철도 넘버. 2003 and 2004             |
| 엘긴, 졸리엣 및 이스턴 철도         | 6    | 650-655   | 650은 2011년 CITI 철도에 팔리고, 654는 2011년 하트웰 철도에 팔리고, 651–653, 및 655는 DMIR에 1992년/1993년에 각각 팔렸다. |
| 카이저 보크사이트                   | 4    | 5101-5104 | 자메이카/지금 불리는 노란다 보크사이트 리미티드(NBL)                                                                      |
| 맥클라우드 리버 철도                | 3    | 36-38     | 36 & 38 2017년 7월 현재 MCR 속성의 36 및 38, 37는 다코타 서던 철도에서 운영, 제작 번호. 34880-34882                       |
| 오리노코 마이닝 컴퍼니              | 7    | 1021–1027 | 베네수엘라 |
| 펜 센트럴                           | 35   | 6925-6959 | 모두 콘레일로 동일한 번호로 이동. 21대는 노퍽 서던으로, 13대는 CSX으로                                                    |
| RFFSA (브라질)                      | 45   | 3601-3645 | SD38M - 34대는 운행 중 |
| 합계                                | 108  |           | |

SD38의 M 버전은 브라질 연방 철도(RFFSA - Rede Ferroviária Federal SA)를 위해 제작되었다.
40대의 여객용 버전인 SDP38은, 1967년 5월-7월에 대한민국 철도청을 위해 제작되었다. 이 유닛의 번호는 6351–6390이다. 나중에 6201호-6240호로 변경되었다.

## 참고 문헌
- 핑케핀크, 제리 A. (1973). 《두 번째 디젤 스포터 가이드》. 밀워키, 위스콘신: 칼름바흐 출판. ISBN 978-0-89024-026-7.
- 사르베레니, 로버트. EMD SD38, SD38AC, and SDP38 Original Owners. 2006년 8월 27일에 검색